# Ordre des optométristes du Québec
L'Ordre des optométristes du Québec est un ordre professionnel constitué en vertu du Code des professions et de la Loi sur l'optométrie.  Le siège social de l'Ordre est situé au 1265, rue Berri, bureau 700 à Montréal.

## Mission
Suivant ces lois et les règlements applicables, l'Ordre a pour principale mission d’assurer la protection du public, en garantissant à la population la compétence, le savoir et le professionnalisme des optométristes.

## Mandat
Constitué conformément au Code des professions et à la Loi sur l'optométrie, l'Ordre des optométristes du Québec a pour principale mission de protéger le public, en s’assurant du respect des règles applicables à la pratique de l'optométrie au Québec, par les optométristes ainsi que par les autres intervenants concernés. 
La réalisation de cette mission est assurée par le biais de différents processus et mécanismes, soit notamment au niveau de l’admission à l’exercice, de la réglementation, de l’inspection professionnelle, de la formation continue, de la discipline et de la répression de l’exercice illégal et de l’usurpation de titre.
À noter qu'il existe aussi l’Association des optométristes du Québec, une organisation distincte et indépendante de l'Ordre et qui a pour mandat de représenter l’ensemble des optométristes qui en sont membres, par la défense de leurs intérêts professionnels, économiques, politiques et sociaux. 